# Agylla apicalis
Agylla apicalis är en fjärilsart som beskrevs av Moore 1878. Agylla apicalis ingår i släktet Agylla och familjen björnspinnare. Inga underarter finns listade i Catalogue of Life.